# Лопатто, Олег Михайлович
Олег Михайлович Лопатто (1 мая 1926, Севастополь, Крымская АССР — 1995) — советский гребец и тренер.

## Биография
Олег Лопатто родился 1 мая 1926 года в Севастополе в семье Михаила Михайловича и Веры Фёдоровны Лопатто.
С 25 июля 1943 года участвовал в Великой Отечественной войне.
Выступал в соревнованиях по академической гребле и гребле на байдарках и каноэ. В 1948 году завоевал золотую медаль чемпионата СССР по академической гребле среди четвёрок с рулевым.
Впоследствии работал в московском ЦСК ВМФ, где был начальником команды и главным тренером по гребле на байдарках и каноэ. Вышел в отставку 11 октября 1971 года в звании полковника.
Награждён медалями «За оборону Москвы» (28 декабря 1944), «За победу над Германией в Великой Отечественной войне 1941—1945 гг.» (1945), «За боевые заслуги».
Заслуженный работник физической культуры России (28 апреля 1993).
Умер в сентябре 1995 года в Москве. Прах захоронен в колумбарии на Ваганьковском кладбище.